# 狐塚古墳 (秩父市)
狐塚古墳（きつねづかこふん）は、埼玉県秩父市にある円墳である。
- 径24メートル、高さ4メートル。墳丘は方形に整形され、墳頂に稲荷社が祀られている。1975年(昭和50年)1月20日秩父市指定史跡に指定された。1990年(平成2年)に発掘調査が行われたが、周溝は確認されず遺物も出土しなかった。埴輪が無いことから7世紀の築造とみられる。